# SUV39H2
SUV39H2 (англ. Suppressor of variegation 3-9 homolog 2) – білок, який кодується однойменним геном, розташованим у людей на короткому плечі 10-ї хромосоми. Довжина поліпептидного ланцюга білка становить 410 амінокислот, а молекулярна маса — 46 682.
| 10         |  | 20         |  | 30         |  | 40         |  | 50         |
| ---------- |  | ---------- |  | ---------- |  | ---------- |  | ---------- |
| MAAVGAEARG |  | AWCVPCLVSL |  | DTLQELCRKE |  | KLTCKSIGIT |  | KRNLNNYEVE |
| YLCDYKVVKD |  | MEYYLVKWKG |  | WPDSTNTWEP |  | LQNLKCPLLL |  | QQFSNDKHNY |
| LSQVKKGKAI |  | TPKDNNKTLK |  | PAIAEYIVKK |  | AKQRIALQRW |  | QDELNRRKNH |
| KGMIFVENTV |  | DLEGPPSDFY |  | YINEYKPAPG |  | ISLVNEATFG |  | CSCTDCFFQK |
| CCPAEAGVLL |  | AYNKNQQIKI |  | PPGTPIYECN |  | SRCQCGPDCP |  | NRIVQKGTQY |
| SLCIFRTSNG |  | RGWGVKTLVK |  | IKRMSFVMEY |  | VGEVITSEEA |  | ERRGQFYDNK |
| GITYLFDLDY |  | ESDEFTVDAA |  | RYGNVSHFVN |  | HSCDPNLQVF |  | NVFIDNLDTR |
| LPRIALFSTR |  | TINAGEELTF |  | DYQMKGSGDI |  | SSDSIDHSPA |  | KKRVRTVCKC |
| GAVTCRGYLN |  |            |  |            |  |            |  |            |

A: Аланін

C: Цистеїн

D: Аспарагінова кислота

E: Глутамінова кислота

F: Фенілаланін

G: Гліцин

H: Гістидин

I: Ізолейцин

K: Лізин

L: Лейцин

M: Метіонін

N: Аспарагін

P: Пролін

Q: Глутамін

R: Аргінін

S: Серин

T: Треонін

V: Валін

W: Триптофан

Кодований геном білок за функціями належить до трансфераз, репресорів, регуляторів хроматину, метилтрансфераз, фосфопротеїнів. 
Задіяний у таких біологічних процесах, як транскрипція, регуляція транскрипції, клітинний цикл, біологічні ритми, диференціація клітин, альтернативний сплайсинг. 
Білок має сайт для зв'язування з іонами металів, іоном цинку, S-аденозил-L-метіоніном. 
Локалізований у ядрі, хромосомах, центромерах.